# Баклан Федір Миколайович
Федір Миколайович Бакла́н (нар. 31 грудня 1930, Київ — пом. 26 липня 1983, Київ) — український радянський артист балету і педагог; заслужений артист УРСР з 1960 року. Чоловік балерини Варвари Потапової, батько диригента Олексія Баклана.

## Біографія
Народився 31 грудня 1930 року в місті Києві (нині Україна). 1948 року закінчив Київське хореографічне училище, де навчався у Миколи Апухтіна і протягом 1948—1972 років був солістом Київського академічного театру опери та балету України імені Тараса Шевченка. Член КПРС з 1953 року. 
Був лауреатом Всесвітнього фестивалю молоді та студентів у Берліні у 1951 році та Всесвітнього фестивалю молоді у Москві у 1957 році. Одночасно протягом 1957–1968 років викладав у Київському хореографічному училищі. Гастролював за кордоном.
1968 року заочно закінчив театрознавчий факультет Київського театрального інституту і з того ж року став у ньому завідувачем кафедри сценічного руху (професор з 1977 року) та ректором у 1981–1983 роках. Серед учнів — Валерій Ковтун. 
Помер у Києві 26 липня 1983 року. Похований у Києві на Байковому кладовищі.

## Партії
- Петька («Юність» Михайла Чулакі);
- Лукаш («Лісова пісня» Михайла Скорульського);
- Базіль («Дон-Кіхот» Людвіга Мінкуса);
- Фархад («Легенда про любов» Аріфа Мелікова);
- Принц, Данило, Ромео («Попелюшка», «Кам'яна квітка», «Ромео і Джульєтта» Сергія Прокоф'єва);
- Франц («Коппелія» Лео Деліба);
- Батир («Шурале» Фаріда Ярулліна);
- Принц, Дезіре («Лускунчик», «Спляча красуня» Петра Чайковського);
- Жан де Брієн («Раймонда» Олександра Глазунова);
- Гармодій («Спартак» Арама Хачатуряна);
- Степан («Лілея» Костянтина Данькевича).